# Paris-Roubaix 2017
La 115e édition de Paris-Roubaix a lieu le 9 avril 2017. Elle fait partie du calendrier UCI World Tour 2017 en catégorie 1.UWT.

## Parcours[1]

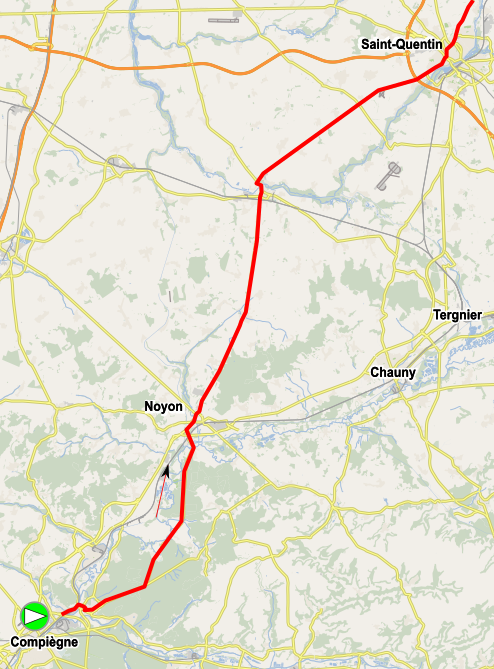
Première partie du parcours, secteurs pavés en vert.
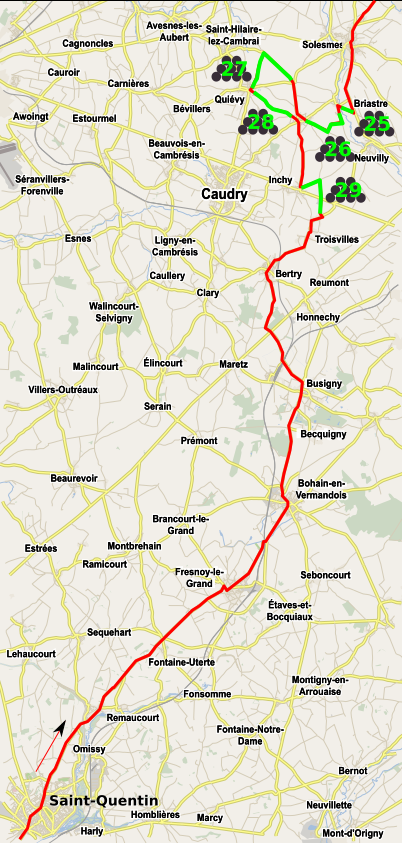
Parcours entre Saint-Quentin et Solesmes.
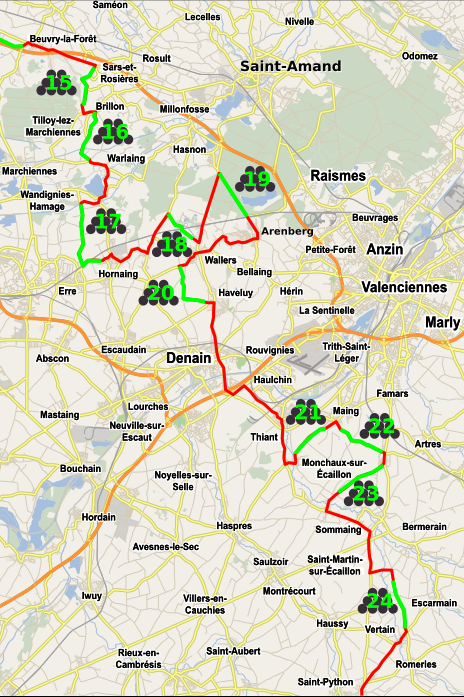
Parcours entre Solesmes et Orchies.
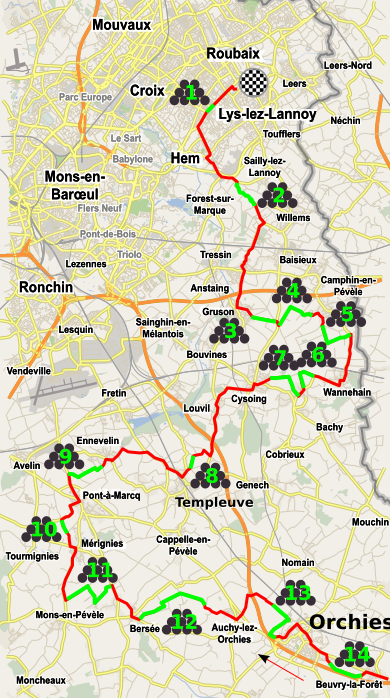
Parcours entre Orchies et Roubaix

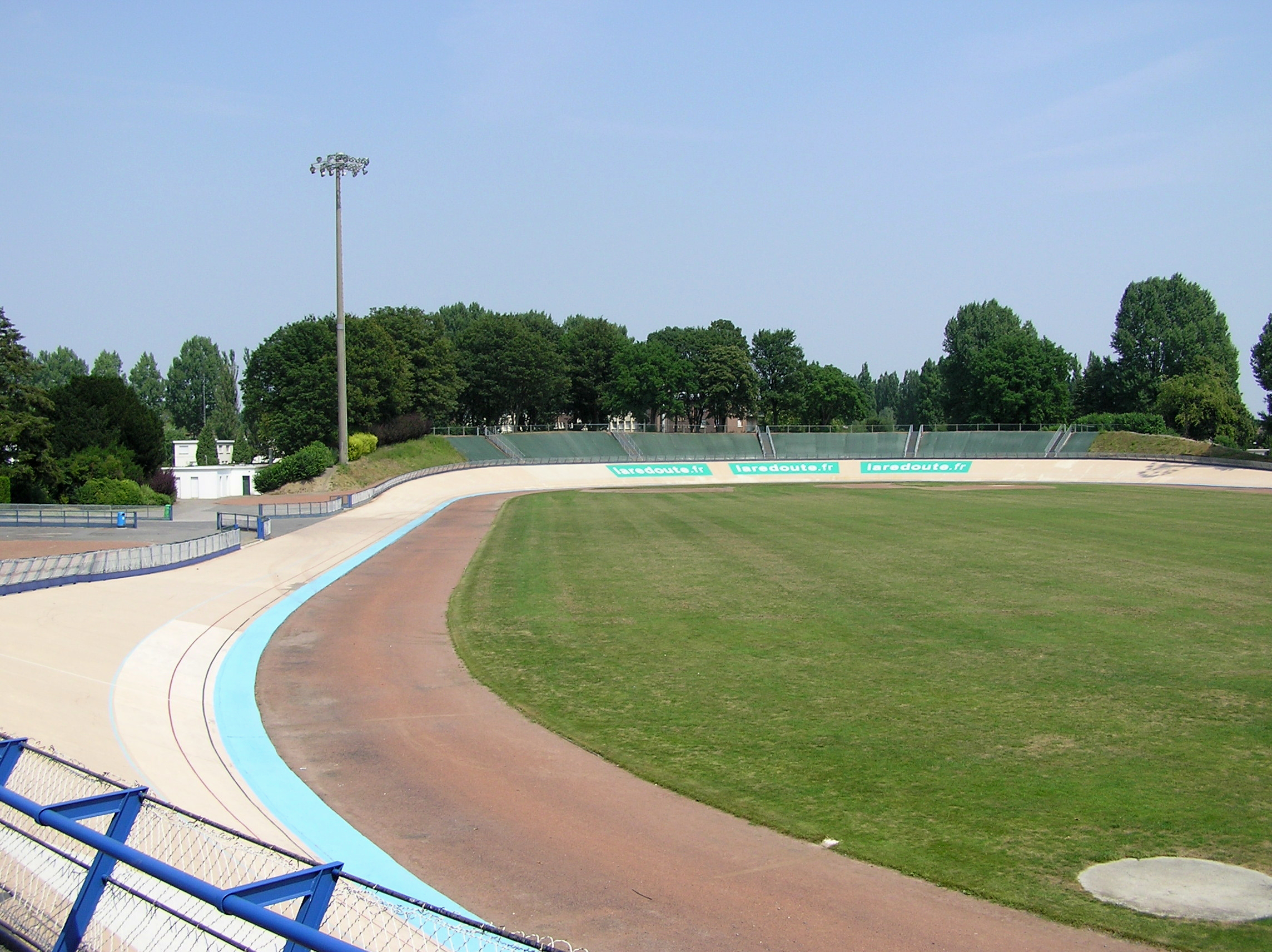
Le vélodrome André-Pétrieux, lieu mythique de l'arrivée

Le parcours de l'édition 2017 de Paris-Roubaix a un petit peu évolué par rapport à l'édition 2016. Il est quasiment aussi long que l'an passé avec un total de 257 km mais comprend 2 km de plus de secteurs pavés, pour atteindre une longueur de 55 km répartie en vingt-neuf tronçons. L'innovation la plus remarquable est la disparition du secteur de Saint-Python aux dépens de celui de Viesly à Briastre et du tronçon de Briastre à Solesmes qui n'avaient plus été au programme depuis une trentaine d'années.
Après avoir été emprunté l'an passé, le secteur de Capelle-sur-Écaillon à Ruesnes, aussi nommée secteur pavé du Buat, est remplacé par celui qui relie Verchain-Maugré à Quérénaing.
Plusieurs secteurs pavés, y compris le difficile secteur de Mons-en-Pévèle, ont été rénovées depuis la dernière édition.
Malgré son nom, la course ne démarre pas à Paris, mais elle commence à Compiègne, à 80 km kilomètres au nord de Paris, et se déplace vers le nord en direction de Roubaix. La principale difficulté provient des vingt-neuf secteurs pavés qui sont disposés sur une distance totale de 55 km. Les organisateurs de la course attribuent à ces secteurs un niveau de difficulté, les trois secteurs les plus difficiles sont classés cinq étoiles, tandis qu'un seul secteur est classé une étoile, considéré comme le plus facile. Les 97 premiers kilomètres sont plats sur des routes normales, le premier secteur arrivant entre Troisvilles et Inchy. Au cours des 60 km suivants, il y a neuf secteurs pavés, avant le premier secteur cinq étoiles. Il s'agit de la Trouée d'Arenberg, longue de 2,4 km, avec ses pavés disjoints et non alignés. Ensuite, le parcours tourne plusieurs fois autour de Wallers où il y a plusieurs autres secteurs. Le parcours se dirige à nouveau vers le nord, les coureurs traversant plusieurs secteurs pavés - tous classés trois ou quatre étoiles - pour se rendre vers le secteur cinq étoiles de Mons-en-Pévèle, long de 3 km. À la fin de ce secteur, il reste 45 km jusqu'à la ligne d'arrivée.
Après Mons-en-Pévèle, sont placés six autres secteurs pavés avant le dernier secteur classé cinq étoiles. Il s'agit du Carrefour de l'Arbre, long de 2,4 km. À l'issue de ce secteur, il reste 15 km à parcourir, dont trois autres secteurs pavés : deux secteurs deux étoiles et le secteur final d'une étoile. Le parcours se termine sur le vélodrome André-Pétrieux à Roubaix. Les coureurs entrent dans le vélodrome de 500 m de long et ils leur restent un tour et demi à parcourir pour terminer la course.

## Récit de la course
Le début de course est marqué par les chutes et les incidents mécaniques de nombreux favoris. Niki Terpstra, vainqueur en 2014 est contraint à l'abandon, tandis qu'Oliver Naesen, Luke Durbridge et Greg Van Avermaet sont retardés à plusieurs reprises. Van Avermaet effectue son retour dans le peloton peu après la trouée d'Arenberg. Après plusieurs tentatives d'échappés où le peloton a toujours maintenu un faible écart, la première accélération sérieuse est menée par Peter Sagan à 75 kilomètres de l'arrivée. Son coéquipier Marciej Bodnar, Jasper Stuyven et Daniel Oss l'accompagnent. Le champion du monde est alors victime d'une crevaison alors qu'à l'arrière Tom Boonen assurait en partie la poursuite. Bodnar l'attend mais ils seront finalement rattrapés par le groupe Boonen comprenant une vingtaine de coureurs. À un peu moins de 40 kilomètres de l'arrivée, alors que la tête de course possède toujours moins d'une minute d'écart, une nouvelle contre attaque est lancée. Zdenek Stybar, Greg Van Avermaet, Sebastian Langeveld, Gianni Moscon, Jürgen Roelandts et Peter Sagan composent ce groupe. Malheureusement pour lui, le slovaque sera à nouveau victime d'un incident mécanique. Il mettra du temps à être dépanné, se fera dépasser par le groupe Boonen avant de revenir tout seul sur celui-ci, mais en y laissant beaucoup de forces. À l'avant Daniel Oss se retrouve seul avec une vingtaine de secondes d'avance sur les poursuivants et une petite minute sur le groupe Boonen, emmené par Marcus Burghardt, coéquipier de Sagan. Mais comme son leader, Burghardt sera victime d'un incident mécanique et se retrouvera distancé. À la suite de cela, plus personne ne souhaite rouler dans le groupe, puisque les équipes des principaux favoris, possèdent presque tous 1 équipier en échappée (c'est le cas de la Trek, de la Quickstep, de la Lotto-Soudal et de la BMC dont le leader est lui aussi devant.) Les hommes de tête filent alors vers la victoire et un peloton comprenant notamment Arnaud Démare et Matthew Hayman rejoindra le groupe Boonen. À l'avant Daniel Oss est repris avant le secteur de Camphin-en-Pévèle mais il jette ses dernières forces dans la bataille pour son leader Van Avermaet. Le Belge change de rythme dans le secteur du carrefour de l'arbre, Daniel Oss à l'avant depuis de nombreux kilomètres et Jürgen Roelandts en feront les frais immédiatement, puis Jasper Stuyven et Gianni Moscon se verront à leur tour distancés. Dans le peloton c'est Tom Boonen qui accélère, cela provoquera notamment l'éviction de Peter Sagan, épuisé par ses efforts et qui terminera finalement loin des meilleurs. Ils sont donc plus que 3 à l'avant à 15 kilomètres du but  : l'un des favoris Greg Van Avermaet qui assure l'essentiel du travail, Zdenek Stybar, un des leaders de la Quickstep qui refuse de prendre la plupart de ses relais et Sebastian Langeveld qui faisait partie des outsiders. À 5 kilomètres de l'arrivée, Zdenek Stybar tente d'anticiper le sprint mais Van Avermaet saute dans sa roue. Langeveld a du mal à suivre, mais il profite du fait que les 2 hommes se relèvent pour revenir sur eux. Van Avermaet entre en tête sur le vélodrome, Stybar monte en haut de la piste et passe devant le belge au premier passage sur la ligne, tandis que Langeveld est en 3eme position. Les 3 coureurs se regardent tellement que dans la ligne d'en face, Moscon et Stuyven surgissent derrière le trio ! Moscon tente de profiter de son élan pour lancer de loin, Stybar accélère alors dans le dernier virage et prend rapidement quelques mètres d'avance mais Van Avermaet le rattrape dans la dernière ligne droite et s'impose pour la 1ere fois sur un monument. Stybar, comme en 2015, termine 2eme, Sebastian Langeveld finit 3eme, tandis que Stuyven et Moscon n'ont pas pu jouer leur carte sur le sprint à cause des trop nombreux efforts fournis pour revenir à hauteur des hommes de tête. Ils se classent respectivement 4eme et 5eme. Le peloton arrive finalement que 12 secondes après Van Avermaet, Arnaud Démare règle le sprint pour la 6eme place, Matthew Hayman, vainqueur sortant termine 11eme et Tom Boonen (pour sa dernière course) conclut avec une 13eme place.

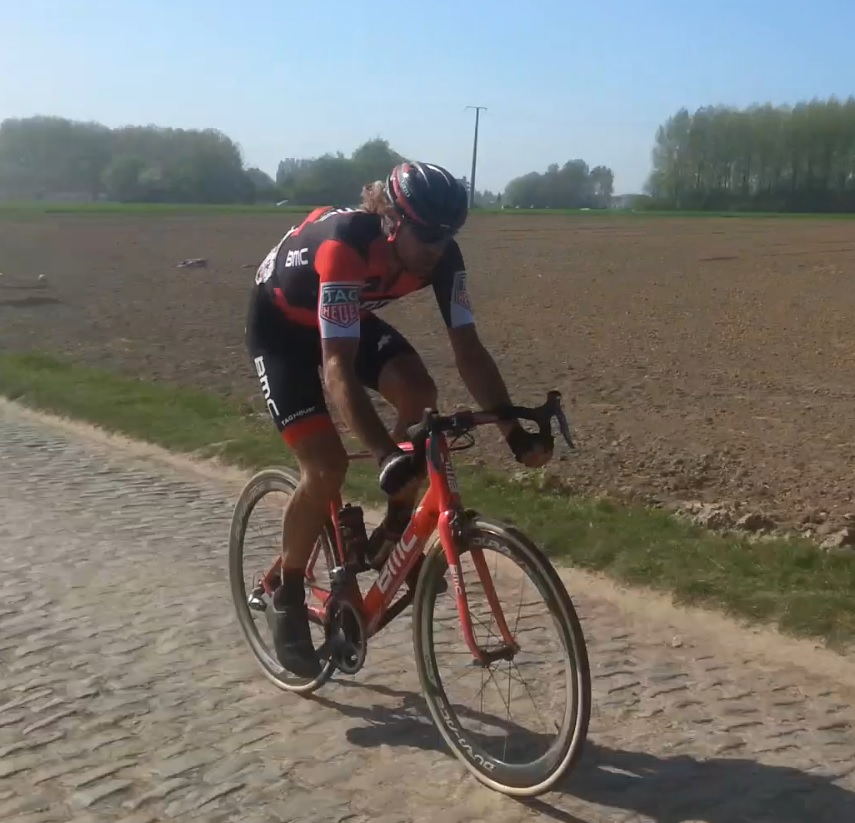
Daniel Oss sur le secteur pavé n° 9 de Pont-Thibaut à Ennevelin, alors en tête de la course.
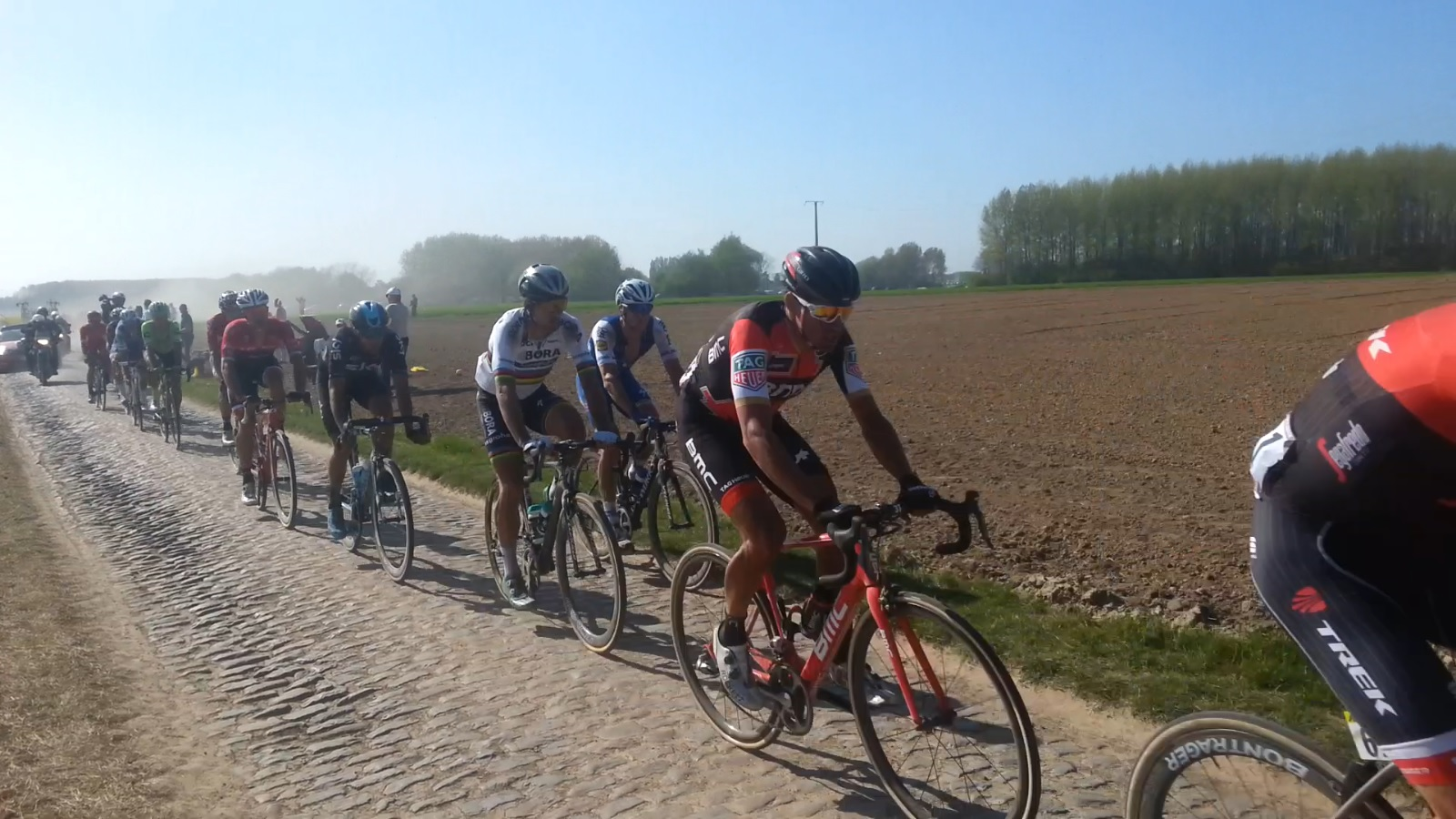
Greg Van Avermaet et Peter Sagan sur le secteur pavé n° 9 dans le groupe de poursuivants.
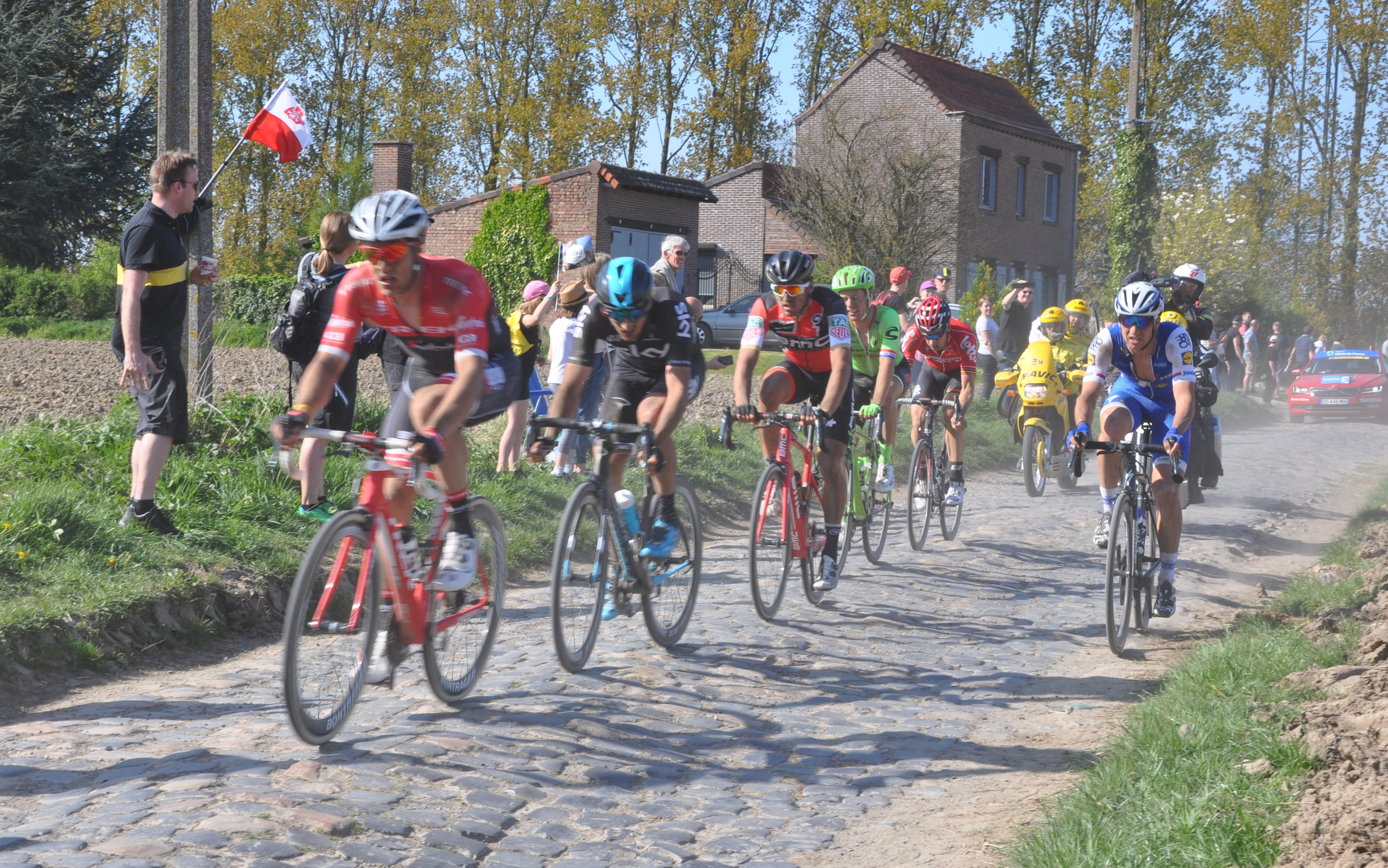
Un groupe de 6 coureurs derrière l'échappé, Moscon, Stuyven, Van Avermaet, Langeveld, Roelandts, Štybar, au km 231, secteur pavé n°7 de Bourghelles.

## Les secteurs pavés

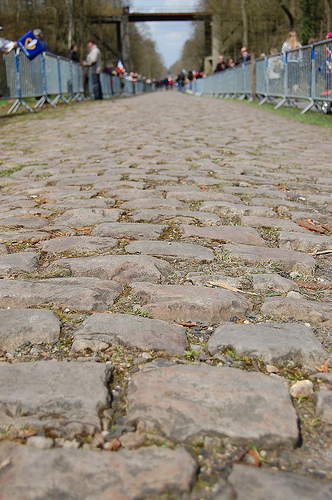
La Trouée d'Arenberg est considérée comme le secteur pavé le plus difficile de la course.

| Secteur | Kilomètre | Localisation                              | Longueur | Difficulté |
| ------- | --------- | ----------------------------------------- | -------- | ---------- |
| 29      | 97        | Troisvilles > Inchy                       | 2 200 m  | 03         |
| 28      | 103,5     | Viesly > Quiévy                           | 1 800 m  | 03         |
| 27      | 106       | Quiévy > Saint-Python                     | 3 700 m  | 04         |
| 26      | 112,5     | Viesly > Briastre                         | 3 000 m  | 03         |
| 25      | 116       | Briastre > Solesmes                       | 800 m    | 02         |
| 24      | 124,5     | Vertain > Saint-Martin-sur-Écaillon       | 2 300 m  | 03         |
| 23      | 134,5     | Verchain-Maugré > Quérénaing              | 1 600 m  | 03         |
| 22      | 137,5     | Quérénaing > Maing                        | 2 500 m  | 03         |
| 21      | 140,5     | Maing > Monchaux-sur-Écaillon             | 1 600 m  | 03         |
| 20      | 153,5     | Haveluy > Wallers                         | 2 500 m  | 04         |
| 19      | 161,5     | Trouée d'Arenberg                         | 2 400 m  | 05         |
| 18      | 168       | Wallers > Hélesmes                        | 1 600 m  | 03         |
| 17      | 174,5     | Hornaing > Wandignies-Hamage              | 3 700 m  | 04         |
| 16      | 182       | Warlaing > Brillon                        | 2 400 m  | 03         |
| 15      | 185,5     | Tilloy-lez-Marchiennes > Sars-et-Rosières | 2 400 m  | 04         |
| 14      | 192       | Beuvry-la-Forêt > Orchies                 | 1 400 m  | 03         |
| 13      | 197       | Orchies                                   | 1 700 m  | 03         |
| 12      | 203       | Auchy-lez-Orchies > Bersée                | 2 700 m  | 04         |
| 11      | 208,5     | Mons-en-Pévèle                            | 3 000 m  | 05         |
| 10      | 214,5     | Mérignies > Avelin                        | 700 m    | 02         |
| 9       | 218       | Pont-Thibaut > Ennevelin                  | 1 400 m  | 03         |
| 8       | 224       | Templeuve (Moulin-de-Vertain)             | 500 m    | 02         |
| 7       | 230,5     | Cysoing > Bourghelles                     | 1 300 m  | 03         |
| 6       | 233       | Bourghelles > Wannehain                   | 1 100 m  | 03         |
| 5       | 237,5     | Camphin-en-Pévèle                         | 1 800 m  | 04         |
| 4       | 240       | Carrefour de l'Arbre                      | 2 100 m  | 05         |
| 3       | 242,5     | Gruson                                    | 1 100 m  | 02         |
| 2       | 249       | Willems > Hem                             | 1 400 m  | 03         |
| 1       | 256       | Roubaix                                   | 300 m    | 01         |
| Total   | Total     | Total                                     | 55 000 m | 55 000 m   |

## Équipes
| WorldTeams (18)- AG2R La Mondiale - Astana - Bahrain-Merida - BMC Racing Team - Bora-Hansgrohe - Cannondale-Drapac - Dimension Data - FDJ - Katusha-Alpecin - Lotto NL-Jumbo - Lotto-Soudal - Movistar Team - Orica-Scott - Quick-Step Floors - Sky - Team Sunweb - Trek-Segafredo - UAE Team Emirates Équipes continentales professionnelles (7)- Cofidis, Solutions Crédits - Delko Marseille Provence KTM - Direct Énergie - Fortuneo-Vital Concept - Roompot-Nederlandse Loterij - Sport Vlaanderen-Baloise - Wanty-Groupe Gobert |
| |

### Favoris
Tom Boonen, quadruple vainqueur et second de l'édition précédente, participe à sa dernière course professionnelle. Les deux hommes en forme présents sont le champion olympique Greg Van Avermaet et le champion du monde Peter Sagan.
Le Belge Philippe Gilbert, vainqueur du Tour des Flandres une semaine auparavant, renonce afin de mieux préparer les ardennaises. Sep Vanmarcke déclare forfait pour cause de blessure.

## Classement final
| \| Classement général \| Classement général \| Classement général \| Classement général \| Classement général \| \| Coureur \| Coureur \| Pays \| Équipe \| Temps \| \| ------------------ \| ------------------- \| ------------------ \| -------------------------- \| ------------------ \| \| 1er \| Greg Van Avermaet \| Belgique \| BMC Racing Team \| 5 h 41 min 07 s \| \| 2e \| Zdeněk Štybar \| Tchéquie \| Quick-Step Floors \| + 0 s \| \| 3e \| Sebastian Langeveld \| Pays-Bas \| Cannondale-Drapac \| + 0 s \| \| 4e \| Jasper Stuyven \| Belgique \| Trek-Segafredo \| + 0 s \| \| 5e \| Gianni Moscon \| Italie \| Team Sky \| + 0 s \| \| 6e \| Arnaud Démare \| France \| FDJ \| + 12 s \| \| 7e \| André Greipel \| Allemagne \| Lotto-Soudal \| + 12 s \| \| 8e \| Edward Theuns \| Belgique \| Trek-Segafredo \| + 12 s \| \| 9e \| Adrien Petit \| France \| Direct Énergie \| + 12 s \| \| 10e \| John Degenkolb \| Allemagne \| Trek-Segafredo \| + 12 s \| \| 11e \| Mathew Hayman \| Australie \| Orica-Scott \| + 12 s \| \| 12e \| Florian Sénéchal \| France \| Cofidis, Solutions Crédits \| + 12 s \| \| 13e \| Tom Boonen \| Belgique \| Quick-Step Floors \| + 12 s \| \| 14e \| Yoann Offredo \| France \| Wanty-Groupe Gobert \| + 12 s \| \| 15e \| Laurens De Vreese \| Belgique \| Astana \| + 12 s \| \| 16e \| Marcus Burghardt \| Allemagne \| Bora-Hansgrohe \| + 12 s \| \| 17e \| Piet Allegaert \| Belgique \| Sport Vlaanderen-Baloise \| + 12 s \| \| 18e \| Nikolas Maes \| Belgique \| Lotto-Soudal \| + 12 s \| \| 19e \| Sylvain Chavanel \| France \| Direct Énergie \| + 12 s \| \| 20e \| Dylan van Baarle \| Pays-Bas \| Cannondale-Drapac \| + 12 s \| |                     |           |                            |                 |
| |                     |           |                            |                 |
| Sources : ProCyclingStats Cycling Quotient Cycling Archives |                     |           |                            |                 |
| Classement général |                     |           |                            |                 |
| Coureur | Coureur             | Pays      | Équipe                     | Temps           |
| 1er | Greg Van Avermaet   | Belgique  | BMC Racing Team            | 5 h 41 min 07 s |
| 2e | Zdeněk Štybar       | Tchéquie  | Quick-Step Floors          | + 0 s           |
| 3e | Sebastian Langeveld | Pays-Bas  | Cannondale-Drapac          | + 0 s           |
| 4e | Jasper Stuyven      | Belgique  | Trek-Segafredo             | + 0 s           |
| 5e | Gianni Moscon       | Italie    | Team Sky                   | + 0 s           |
| 6e | Arnaud Démare       | France    | FDJ                        | + 12 s          |
| 7e | André Greipel       | Allemagne | Lotto-Soudal               | + 12 s          |
| 8e | Edward Theuns       | Belgique  | Trek-Segafredo             | + 12 s          |
| 9e | Adrien Petit        | France    | Direct Énergie             | + 12 s          |
| 10e | John Degenkolb      | Allemagne | Trek-Segafredo             | + 12 s          |
| 11e | Mathew Hayman       | Australie | Orica-Scott                | + 12 s          |
| 12e | Florian Sénéchal    | France    | Cofidis, Solutions Crédits | + 12 s          |
| 13e | Tom Boonen          | Belgique  | Quick-Step Floors          | + 12 s          |
| 14e | Yoann Offredo       | France    | Wanty-Groupe Gobert        | + 12 s          |
| 15e | Laurens De Vreese   | Belgique  | Astana                     | + 12 s          |
| 16e | Marcus Burghardt    | Allemagne | Bora-Hansgrohe             | + 12 s          |
| 17e | Piet Allegaert      | Belgique  | Sport Vlaanderen-Baloise   | + 12 s          |
| 18e | Nikolas Maes        | Belgique  | Lotto-Soudal               | + 12 s          |
| 19e | Sylvain Chavanel    | France    | Direct Énergie             | + 12 s          |
| 20e | Dylan van Baarle    | Pays-Bas  | Cannondale-Drapac          | + 12 s          |

## Liste des participants
- Liste de départ complète

| Légende | Légende                                                                    | Légende | Légende                                                    |
| ------- | -------------------------------------------------------------------------- | ------- | ---------------------------------------------------------- |
| Num     | Dossard de départ porté par le coureur sur ce Paris-Roubaix                | Pos     | Position à l'arrivée de la course                          |
|         | Indique un maillot de champion national ou mondial, suivi de sa spécialité | NP      | Indique un coureur qui n'a pas pris le départ de la course |
| AB      | Indique un coureur qui n'a pas terminé la course                           | HD      | Indique un coureur qui a terminé la course hors des délais |

| Orica-Scott ORS                     | Orica-Scott ORS           | Orica-Scott ORS |
| ----------------------------------- | ------------------------- | --------------- |
| Num                                 | Coureur                   | Pos             |
| 1                                   | Mathew Hayman (AUS)       | 11e             |
| 2                                   | Sam Bewley (NZL)          | AB              |
| 3                                   | Mitchell Docker (AUS)     | 91e             |
| 4                                   | Luke Durbridge (AUS)      | AB              |
| 5                                   | Alexander Edmondson (AUS) | 90e             |
| 6                                   | Jens Keukeleire (BEL)     | 83e             |
| 7                                   | Luka Mezgec (SLO)         | 67e             |
| 8                                   | Magnus Cort Nielsen (DEN) | AB              |
| Directeur sportif : Laurenzo Lapage |                           |                 |

| Quick-Step Floors QST                | Quick-Step Floors QST | Quick-Step Floors QST |
| ------------------------------------ | --------------------- | --------------------- |
| Num                                  | Coureur               | Pos                   |
| 11                                   | Tom Boonen (BEL)      | 13e                   |
| 12                                   | Tim Declercq (BEL)    | AB                    |
| 13                                   | Iljo Keisse (BEL)     | 44e                   |
| 14                                   | Yves Lampaert (BEL)   | 82e                   |
| 15                                   | Zdeněk Štybar (CZE)   | 2e                    |
| 16                                   | Niki Terpstra (NED)   | AB                    |
| 17                                   | Matteo Trentin (ITA)  | 88e                   |
| 18                                   | Julien Vermote (BEL)  | 98e                   |
| Directeur sportif : Wilfried Peeters |                       |                       |

| Sky SKY                            | Sky SKY                 | Sky SKY |
| ---------------------------------- | ----------------------- | ------- |
| Num                                | Coureur                 | Pos     |
| 21                                 | Ian Stannard (GBR)      | 72e     |
| 22                                 | Jonathan Dibben (GBR)   | HD      |
| 23                                 | Owain Doull (GBR)       | HD      |
| 24                                 | Christian Knees (GER)   | 59e     |
| 25                                 | Gianni Moscon (ITA)     | 5e      |
| 26                                 | Luke Rowe (GBR)         | AB      |
| 27                                 | Elia Viviani (ITA)      | AB      |
| 28                                 | Łukasz Wiśniowski (POL) | AB      |
| Directeur sportif : Servais Knaven |                         |         |

| Cannondale-Drapac CDT             | Cannondale-Drapac CDT     | Cannondale-Drapac CDT |
| --------------------------------- | ------------------------- | --------------------- |
| Num                               | Coureur                   | Pos                   |
| 31                                | Dylan van Baarle (NED)    | 20e                   |
| 32                                | Patrick Bevin (NZL)       | HD                    |
| 33                                | William Clarke (AUS)      | 70e                   |
| 34                                | Sebastian Langeveld (NED) | 3e                    |
| 35                                | Ryan Mullen (IRL)         | 50e                   |
| 36                                | Thomas Scully (NZL)       | 65e                   |
| 37                                | Tom Van Asbroeck (BEL)    | AB                    |
| 38                                | Wouter Wippert (NED)      | 42e                   |
| Directeur sportif : Andreas Klier |                           |                       |

| Dimension Data DDD                | Dimension Data DDD                | Dimension Data DDD |
| --------------------------------- | --------------------------------- | ------------------ |
| Num                               | Coureur                           | Pos                |
| 41                                | Edvald B. Hagen (NOR) (Route/Clm) | 64e                |
| 42                                | Nicolas Dougall (RSA)             | AB                 |
| 43                                | Bernhard Eisel (AUT)              | 36e                |
| 44                                | Tyler Farrar (USA)                | HD                 |
| 45                                | Ryan Gibbons (RSA)                | AB                 |
| 46                                | Reinardt Janse van Rensburg (RSA) | 97e                |
| 47                                | Jay Robert Thomson (RSA)          | 102e               |
| 48                                | Scott Thwaites (GBR)              | 53e                |
| Directeur sportif : Roger Hammond |                                   |                    |

| Lotto-Soudal LTS                  | Lotto-Soudal LTS                  | Lotto-Soudal LTS |
| --------------------------------- | --------------------------------- | ---------------- |
| Num                               | Coureur                           | Pos              |
| 51                                | André Greipel (GER) (GER) (Route) | 7e               |
| 52                                | Lars Bak (DEN)                    | 54e              |
| 53                                | Jens Debusschere (BEL)            | 78e              |
| 54                                | Tony Gallopin (FRA)               | AB               |
| 55                                | Nikolas Maes (BEL)                | 18e              |
| 56                                | Jürgen Roelandts (BEL)            | 22e              |
| 57                                | Marcel Sieberg (GER)              | 24e              |
| 58                                | Jelle Wallays (BEL)               | 23e              |
| Directeur sportif : Herman Frison |                                   |                  |

| Trek-Segafredo TFS             | Trek-Segafredo TFS                 | Trek-Segafredo TFS |
| ------------------------------ | ---------------------------------- | ------------------ |
| Num                            | Coureur                            | Pos                |
| 61                             | John Degenkolb (GER)               | 10e                |
| 62                             | Matthias Brändle (AUT) (Route/Clm) | AB                 |
| 63                             | Koen de Kort (NED)                 | 29e                |
| 64                             | Mads Pedersen (DEN)                | 95e                |
| 65                             | Grégory Rast (SUI)                 | 62e                |
| 66                             | Jasper Stuyven (BEL)               | 4e                 |
| 67                             | Edward Theuns (BEL)                | 8e                 |
| 68                             | Boy van Poppel (NED)               | 51e                |
| Directeur sportif : Dirk Demol |                                    |                    |

| Bora-Hansgrohe BOH                   | Bora-Hansgrohe BOH        | Bora-Hansgrohe BOH |
| ------------------------------------ | ------------------------- | ------------------ |
| Num                                  | Coureur                   | Pos                |
| 71                                   | Peter Sagan (SVK) (Route) | 38e                |
| 72                                   | Maciej Bodnar (POL)       | 75e                |
| 73                                   | Marcus Burghardt (GER)    | 16e                |
| 74                                   | Michal Kolář (CZE)        | AB                 |
| 75                                   | Juraj Sagan (SVK)         | 85e                |
| 76                                   | Aleksejs Saramotins (LAT) | AB                 |
| 77                                   | Andreas Schillinger (GER) | 77e                |
| 78                                   | Rüdiger Selig (GER)       | AB                 |
| Directeur sportif : Enrico Poitschke |                           |                    |

| BMC Racing BMC                    | BMC Racing BMC              | BMC Racing BMC |
| --------------------------------- | --------------------------- | -------------- |
| Num                               | Coureur                     | Pos            |
| 81                                | Greg Van Avermaet (BEL)     | 1er            |
| 82                                | Jempy Drucker (LUX)         | 74e            |
| 83                                | Martin Elmiger (SUI)        | AB             |
| 84                                | Stefan Küng (SUI)           | AB             |
| 85                                | Daniel Oss (ITA)            | 21e            |
| 86                                | Manuel Quinziato (ITA)      | 73e            |
| 87                                | Miles Scotson (AUS) (Route) | 56e            |
| 88                                | Francisco Ventoso (ESP)     | AB             |
| Directeur sportif : Fabio Baldato |                             |                |

| Lotto NL-Jumbo TLJ            | Lotto NL-Jumbo TLJ              | Lotto NL-Jumbo TLJ |
| ----------------------------- | ------------------------------- | ------------------ |
| Num                           | Coureur                         | Pos                |
| 91                            | Lars Boom (NED)                 | AB                 |
| 92                            | Dylan Groenewegen (NED) (Route) | 47e                |
| 93                            | Amund Grøndahl Jansen (NOR)     | 94e                |
| 95                            | Jos van Emden (NED)             | 33e                |
| 96                            | Gijs Van Hoecke (BEL)           | AB                 |
| 97                            | Robert Wagner (GER)             | AB                 |
| 98                            | Maarten Wynants (BEL)           | HD                 |
| 99                            | Twan Castelijns (NED)           | HD                 |
| Directeur sportif : Jan Boven |                                 |                    |

| Movistar MOV                                   | Movistar MOV                | Movistar MOV |
| ---------------------------------------------- | --------------------------- | ------------ |
| Num                                            | Coureur                     | Pos          |
| 101                                            | Imanol Erviti (ESP)         | 61e          |
| 102                                            | Jorge Arcas (ESP)           | 60e          |
| 103                                            | Daniele Bennati (ITA)       | 41e          |
| 104                                            | Nuno Bico (POR)             | AB           |
| 105                                            | Héctor Carretero (ESP)      | AB           |
| 106                                            | Alex Dowsett (GBR) (Clm)    | 66e          |
| 107                                            | Nélson Oliveira (POR) (Clm) | AB           |
| 108                                            | Jasha Sütterlin (GER)       | 40e          |
| Directeur sportif : José Vicente García Acosta |                             |              |

| FDJ                                  | FDJ                             | FDJ |
| ------------------------------------ | ------------------------------- | --- |
| Num                                  | Coureur                         | Pos |
| 111                                  | Arnaud Démare (FRA)             | 6e  |
| 112                                  | Mickaël Delage (FRA)            | 43e |
| 113                                  | Jacopo Guarnieri (ITA)          | AB  |
| 114                                  | Daniel Hoelgaard (NOR)          | AB  |
| 115                                  | Ignatas Konovalovas (LTU) (Clm) | AB  |
| 116                                  | Matthieu Ladagnous (FRA)        | 45e |
| 117                                  | Olivier Le Gac (FRA)            | 58e |
| 118                                  | Marc Sarreau (FRA)              | 84e |
| Directeur sportif : Frédéric Guesdon |                                 |     |

| Direct Énergie DEN                    | Direct Énergie DEN     | Direct Énergie DEN |
| ------------------------------------- | ---------------------- | ------------------ |
| Num                                   | Coureur                | Pos                |
| 121                                   | Sylvain Chavanel (FRA) | 19e                |
| 122                                   | Romain Cardis (FRA)    | HD                 |
| 123                                   | Antoine Duchesne (CAN) | AB                 |
| 124                                   | Yohann Gène (FRA)      | AB                 |
| 125                                   | Tony Hurel (FRA)       | AB                 |
| 126                                   | Julien Morice (FRA)    | AB                 |
| 127                                   | Adrien Petit (FRA)     | 9e                 |
| 128                                   | Alexandre Pichot (FRA) | AB                 |
| Directeur sportif : Dominique Arnould |                        |                    |

| AG2R La Mondiale ALM              | AG2R La Mondiale ALM     | AG2R La Mondiale ALM |
| --------------------------------- | ------------------------ | -------------------- |
| Num                               | Coureur                  | Pos                  |
| 131                               | Oliver Naesen (BEL)      | 31e                  |
| 132                               | Gediminas Bagdonas (LTU) | AB                   |
| 133                               | Rudy Barbier (FRA)       | AB                   |
| 134                               | Nico Denz (GER)          | AB                   |
| 135                               | Julien Duval (FRA)       | AB                   |
| 136                               | Alexis Gougeard (FRA)    | HD                   |
| 137                               | Hugo Houle (CAN)         | 63e                  |
| 138                               | Stijn Vandenbergh (BEL)  | 35e                  |
| Directeur sportif : Julien Jurdie |                          |                      |

| Sunweb SUN                    | Sunweb SUN                 | Sunweb SUN |
| ----------------------------- | -------------------------- | ---------- |
| Num                           | Coureur                    | Pos        |
| 141                           | Ramon Sinkeldam (NED)      | 25e        |
| 142                           | Søren Kragh Andersen (DEN) | AB         |
| 143                           | Nikias Arndt (GER)         | 71e        |
| 144                           | Bert De Backer (BEL)       | 32e        |
| 145                           | Tom Stamsnijder (NED)      | AB         |
| 146                           | Mike Teunissen (NED)       | 49e        |
| 147                           | Zico Waeytens (BEL)        | AB         |
| 150                           | Albert Timmer (NED)        | AB         |
| Directeur sportif : Marc Reef |                            |            |

| Katusha-Alpecin KAT                 | Katusha-Alpecin KAT      | Katusha-Alpecin KAT |
| ----------------------------------- | ------------------------ | ------------------- |
| Num                                 | Coureur                  | Pos                 |
| 151                                 | Alexander Kristoff (NOR) | AB                  |
| 152                                 | Jenthe Biermans (BEL)    | 96e                 |
| 153                                 | Marco Haller (AUT)       | 87e                 |
| 154                                 | Reto Hollenstein (SUI)   | 48e                 |
| 155                                 | Tony Martin (GER)        | 76e                 |
| 156                                 | Michael Mørkøv (DEN)     | AB                  |
| 157                                 | Nils Politt (GER)        | 27e                 |
| 158                                 | Mads Würtz Schmidt (DEN) | 46e                 |
| Directeur sportif : Torsten Schmidt |                          |                     |

| Cofidis COF                              | Cofidis COF               | Cofidis COF |
| ---------------------------------------- | ------------------------- | ----------- |
| Num                                      | Coureur                   | Pos         |
| 161                                      | Florian Sénéchal (FRA)    | 12e         |
| 162                                      | Loïc Chetout (FRA)        | HD          |
| 163                                      | Dimitri Claeys (BEL)      | 34e         |
| 164                                      | Hugo Hofstetter (FRA)     | AB          |
| 165                                      | Christophe Laporte (FRA)  | 39e         |
| 166                                      | Cyril Lemoine (FRA)       | AB          |
| 167                                      | Kenneth Vanbilsen (BEL)   | AB          |
| 168                                      | Jonas Van Genechten (BEL) | 28e         |
| Directeur sportif : Christian Guiberteau |                           |             |

| Sport Vlaanderen-Baloise SVB          | Sport Vlaanderen-Baloise SVB | Sport Vlaanderen-Baloise SVB |
| ------------------------------------- | ---------------------------- | ---------------------------- |
| Num                                   | Coureur                      | Pos                          |
| 171                                   | Preben Van Hecke (BEL)       | 69e                          |
| 172                                   | Piet Allegaert (BEL)         | 17e                          |
| 173                                   | Benjamin Declercq (BEL)      | AB                           |
| 174                                   | Maxime Farazijn (BEL)        | 57e                          |
| 175                                   | Edward Planckaert (BEL)      | 79e                          |
| 176                                   | Jonas Rickaert (BEL)         | HD                           |
| 177                                   | Stijn Steels (BEL)           | AB                           |
| 178                                   | Bert Van Lerberghe (BEL)     | 30e                          |
| Directeur sportif : Walter Planckaert |                              |                              |

| Astana AST                          | Astana AST                  | Astana AST |
| ----------------------------------- | --------------------------- | ---------- |
| Num                                 | Coureur                     | Pos        |
| 181                                 | Matti Breschel (DEN)        | 99e        |
| 182                                 | Zhandos Bizhigitov (KAZ)    | HD         |
| 183                                 | Laurens De Vreese (BEL)     | 15e        |
| 184                                 | Dmitriy Gruzdev (KAZ) (Clm) | 68e        |
| 185                                 | Arman Kamyshev (KAZ)        | AB         |
| 186                                 | Truls Engen Korsæth (NOR)   | 92e        |
| 187                                 | Riccardo Minali (ITA)       | AB         |
| 188                                 | Ruslan Tleubayev (KAZ)      | AB         |
| Directeur sportif : Lars Michaelsen |                             |            |

| Wanty-Groupe Gobert WGG                      | Wanty-Groupe Gobert WGG        | Wanty-Groupe Gobert WGG |
| -------------------------------------------- | ------------------------------ | ----------------------- |
| Num                                          | Coureur                        | Pos                     |
| 191                                          | Yoann Offredo (FRA)            | 14e                     |
| 192                                          | Frederik Backaert (BEL)        | AB                      |
| 193                                          | Wesley Kreder (NED)            | 80e                     |
| 194                                          | Mark McNally (GBR)             | AB                      |
| 195                                          | Guillaume Van Keirsbulck (BEL) | AB                      |
| 197                                          | Pieter Vanspeybrouck (BEL)     | 37e                     |
| 198                                          | Frederik Veuchelen (BEL)       | AB                      |
| 199                                          | Danilo Napolitano (ITA)        | AB                      |
| Directeur sportif : Hilaire Van der Schueren |                                |                         |

| Fortuneo-Vital Concept FVC          | Fortuneo-Vital Concept FVC | Fortuneo-Vital Concept FVC |
| ----------------------------------- | -------------------------- | -------------------------- |
| Num                                 | Coureur                    | Pos                        |
| 201                                 | Daniel McLay (GBR)         | HD                         |
| 202                                 | Franck Bonnamour (FRA)     | 86e                        |
| 203                                 | Erwann Corbel (FRA)        | HD                         |
| 204                                 | Maxime Daniel (FRA)        | AB                         |
| 205                                 | Benoît Jarrier (FRA)       | HD                         |
| 206                                 | Francis Mourey (FRA)       | 81e                        |
| 207                                 | Pierre-Luc Périchon (FRA)  | 55e                        |
| 208                                 | Boris Vallée (BEL)         | 100e                       |
| Directeur sportif : Emmanuel Hubert |                            |                            |

| Roompot-Nederlandse Loterij RNL          | Roompot-Nederlandse Loterij RNL | Roompot-Nederlandse Loterij RNL |
| ---------------------------------------- | ------------------------------- | ------------------------------- |
| Num                                      | Coureur                         | Pos                             |
| 211                                      | Pim Ligthart (NED)              | 52e                             |
| 212                                      | Jesper Asselman (NED)           | AB                              |
| 213                                      | Berden de Vries (NED)           | HD                              |
| 214                                      | André Looij (NED)               | AB                              |
| 215                                      | Elmar Reinders (NED)            | AB                              |
| 216                                      | Taco van der Hoorn (NED)        | HD                              |
| 217                                      | Brian van Goethem (NED)         | HD                              |
| 218                                      | Coen Vermeltfoort (NED)         | AB                              |
| Directeur sportif : Jean-Paul van Poppel |                                 |                                 |

| Bahrain-Merida TBM                  | Bahrain-Merida TBM       | Bahrain-Merida TBM |
| ----------------------------------- | ------------------------ | ------------------ |
| Num                                 | Coureur                  | Pos                |
| 221                                 | Niccolò Bonifazio (ITA)  | 89e                |
| 222                                 | Borut Božič (SLO)        | HD                 |
| 223                                 | Iván García (ESP)        | AB                 |
| 224                                 | Jon Ander Insausti (ESP) | HD                 |
| 225                                 | David Per (SLO)          | 93e                |
| 226                                 | Luka Pibernik (SLO)      | 101e               |
| 227                                 | Meiyin Wang (CHN)        | AB                 |
| 228                                 |                          |                    |
| Directeur sportif : Tristan Hoffman |                          |                    |

| UAE Emirates UAD                 | UAE Emirates UAD      | UAE Emirates UAD |
| -------------------------------- | --------------------- | ---------------- |
| Num                              | Coureur               | Pos              |
| 231                              | Sacha Modolo (ITA)    | AB               |
| 232                              | Matteo Bono (ITA)     | AB               |
| 233                              | Roberto Ferrari (ITA) | AB               |
| 234                              | Andrea Guardini (ITA) | AB               |
| 235                              | Marko Kump (SLO)      | AB               |
| 236                              | Marco Marcato (ITA)   | 26e              |
| 237                              | Oliviero Troia (ITA)  | AB               |
| 238                              | Federico Zurlo (ITA)  | AB               |
| Directeur sportif : Mario Scirea |                       |                  |

| Delko-Marseille Provence-KTM DMP | Delko-Marseille Provence-KTM DMP | Delko-Marseille Provence-KTM DMP |
| -------------------------------- | -------------------------------- | -------------------------------- |
| Num                              | Coureur                          | Pos                              |
| 241                              | Yannick Martinez (FRA)           | AB                               |
| 242                              | Asbjørn Kragh Andersen (DEN)     | AB                               |
| 243                              | Mikel Aristi (ESP)               | AB                               |
| 244                              | Benjamin Giraud (FRA)            | AB                               |
| 245                              | Martin Laas (EST)                | AB                               |
| 246                              | Romain Lemarchand (FRA)          | AB                               |
| 247                              | Evaldas Šiškevičius (LTU)        | AB                               |
| 248                              | Gatis Smukulis (LAT) (Route/Clm) | AB                               |
| Directeur sportif : Arvis Piziks |                                  |                                  |